# Skires

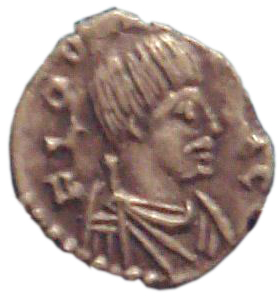
Effigie d'Odoacre.

Les Skires, Scyres ou Squires étaient un peuple germanique initialement établi dans l'actuelle Mazurie, non loin de la Lituanie moderne. Avec les Bastarnes (confédération celto-germanique), une partie d'entre eux migra vers le sud vers 230 apr. J.-C.[réf. nécessaire] et les deux peuples s'établirent dans la région des bouches du Danube. Après avoir conclu un pacte de paix avec les Romains, les Skires s'installèrent à l'est du domaine des Bastarnes, dans l'actuelle Ukraine, auprès des Ostrogoths. En 381, ils s’allient aux Huns et selon Zosime participent à une attaque contre la Thrace, repoussée par les forces de Théodose.
Les Skires précédèrent les Ostrogoths dans leur périple vers l'Ouest. Le plus connu des Skires fut Odoacre qui, entre 473 et 476, s'empara de l'Italie et déposa le dernier empereur, Romulus Augustule, entrant ainsi dans l'Histoire comme celui qui a mis fin à l'Empire romain d'Occident. Mais, quelques années plus tard, en 493, les Skires furent eux-mêmes défaits et en partie éliminés par les Ostrogoths, et Odoacre tué de la propre main du roi ostrogoth, Théodoric le Grand.
De leur côté, les Skires demeurés païens au nord de l'Europe, sur les rives de la Baltique, subsistèrent en petit nombre jusqu'au XIIIe siècle.

## Étymologie
Une inscription de la fin du IIIe siècle av. J.-C., un décret gravé sur la stèle d'Olbia, une colonie grecque installée sur la rive septentrionale de la mer Noire, les mentionne. Leur nom est indubitablement germanique (gotique skeinan « briller ») et doit signifier « Les Purs », « Les Brillants ».